# Bobigny – Pantin – Raymond Queneau (Métro Paris)
Bobigny – Pantin – Raymond Queneau ist eine unterirdische Station der Pariser Métro. Sie befindet sich an der Grenze zwischen den Pariser Vororten Bobigny und Pantin. Die Station wird von der Métrolinie 5 bedient.
Die Station wurde am 25. April 1985 mit Eröffnung des letzten Abschnitts Église de Pantin–Bobigny – Pablo Picasso der Linie 5 in Betrieb genommen.